# Nomenklatur (Anatomie)
Die anatomische Nomenklatur (lateinisch nomina anatomica) ist eine systematische Sammlung von Begriffen zur eindeutigen Benennung von Teilen der Körper von Lebewesen. Sie wurde dafür entwickelt, dass es Fachkundigen möglich ist, mit derselben Benennung für einen bestimmten anatomischen Begriff auch immer dieselben Anteile, Regionen oder Lagebeziehungen im Körper eines Lebewesens der gleichen Art angeben zu können.
Menschen benennen zum einen schon in der gleichen natürlichen Sprache einen gleichartig bestimmten Körperteil nicht selten verschieden (z. B. Haupt und Kopf) und grenzen ihn zum anderen oft auch unterschiedlich von anderen Körperteilen ab (wie z. B. gegenüber Hals und Nacken). Dabei benutzen sie häufig für Teile verschiedenartiger Lebewesen unterschiedliche Bezeichnungen. Daher gibt es eine Vielzahl von Benennungen für ein ähnliches oder das gleiche oder dasselbe Körperteil. Schon seit der Antike wird daher nach einer allgemein gültigen Namensgebung gesucht für die äußerlich sichtbaren Anteile eines Körpers, um sich mit eindeutigen Benennungen klar verständigen zu können. Für den inneren Aufbau des Körpers kommt erschwerend hinzu, dass Anteile des Körpers, beispielsweise Muskeln und mehrfach gegliederte Organe, unterschiedlich aufgeteilt werden können. So wird zum Beispiel die Benennung Quadrizeps in einigen Nomenklaturen als Sammelbezeichnung für vier Muskeln definiert, während in anderen, neueren Nomenklaturen der Quadrizeps als ein einziger Muskel mit vier Muskelköpfen gilt.
In der Medizin des Altertums wurden vor allem griechische und lateinische Namen verwendet. Als ältestes erhaltenes Anatomielehrbuch mit der anatomischen Nomenklatur seiner Zeit gilt die Abhandlung Über die Bezeichnung der Körperteile des Menschen von Rufus von Ephesos. Durch den Einfluss der arabischen Medizin entstand bis in das Mittelalter ein Sammelsurium von Ausdrücken in Griechisch, Latein, Arabisch, Persisch, Syrisch und Hebräisch. Insbesondere der humanistische Anatom Andreas Vesalius, der den arabisch geprägten Wörtern ablehnend gegenüberstand, entwickelte im 16. Jahrhundert eine auf Latein und latinisiertem Griechisch basierende grundlegende Reform des anatomischen Wortschatzes. Latein war im Europa des Mittelalters generell die Verkehrssprache an Universitäten. Die heutigen anatomischen Nomenklaturen gehen immer noch weitgehend auf die lateinische bzw. altgriechische Sprache zurück. Ein Vorteil ist, dass diese Sprache als sogenannte „tote Sprache“, die nicht mehr – ausgenommen in Vatikanstadt, wo Latein Amtssprache ist – aktiv gesprochen wird, wenig Veränderungen unterliegt. Als Begründer der internationalen Anatomischen Nomenklatur gilt Joseph Hyrtl, der auch lexikographisch die altdeutschen anatomischen Fachausdrücke erfasst hatte. In jüngerer Zeit erfuhr das medizinische Latein kleine Veränderungen, die in der Dominanz der englischen Sprache als moderner Wissenschaftssprache begründet sind. Insbesondere die Diphthonge „oe“ und „ae“ werden in neuerer Schreibweise einfach durch „e“ und das deutschsprachige K durch ein C ersetzt (z. B. Taenia → Tenia, Oesophagus → Esophagus), Akromion → Acromion).
Es gibt heute etwa 8000 international festgelegte Namen für anatomische Begriffe, die auf etwa 600 Grundbezeichnungen zurückgehen (400 lateinischer, 200 griechischer Herkunft). Die Bezeichnungen werden unabhängig ihrer Herkunft in der Regel wie lateinische Formen behandelt und lateinisch dekliniert. Die übliche Aussprache entspricht dem spätlateinischen Gebrauch: c wird vor hellen Vokalen (e, i, ae, oe, y) wie z, sonst wie k gesprochen.

## Nomenklaturen
Um die Varianten anatomischer Bezeichnungen zu vereinheitlichen, wurden mehrere Regelwerke aufgestellt. Im Zweifel ist grundsätzlich die neuere Zuordnung zu verwenden; manchmal stößt man in der Literatur aber auch auf ältere Definitionen.
Für den Menschen sind verschiedene nomenklatorische Werke erstellt bzw. weiterentwickelt worden. Diese internationalen humananatomischen Nomenklaturen sind die
- Basler Nomina Anatomica (BNA) von 1895
- Jenaer Nomina Anatomica (JNA) von 1935
- Pariser Nomina Anatomica (PNA) von 1955
- Terminologia Anatomica (TA) von 1998 (aktuell geltend)[8]
- Terminologia Histologica von 2008 (aktuell geltend)[8]
- Terminologia Embryologica von 2009 (aktuell geltend)[8]

Eine Vereinheitlichung der anatomischen Benennungen auf der Grundlage gleichsetzbarer Begriffe war notwendig geworden, da sich ab dem Mittelalter eine Vielzahl verschiedener Ausdrücke für dieselbe Struktur entwickelt hatte. Die 1895 eingeführte BNA versuchte dieser Entwicklung Einhalt zu gebieten. Die 1955 eingeführte PNA war für die vergleichende Morphologie eher ein Rückschritt, denn die Lagebezeichnungen orientieren sich (wie schon bei der BNA) wieder an der aufrechten Körperhaltung des Menschen. Die Terminologia Anatomica von 1998 wurde vom Federative International Programme on Anatomical Terminology (FIPAT) erarbeitet, einer auf dem Weltkongress der International Federation of Associations of Anatomists (IFAA) 1989 gewählten Expertengruppe. Der Entwurf wurde den 56 Mitgliedsvereinigungen der IFAA zugesandt, die diesen kommentieren und Änderungen vorschlagen durften.
Für andere Säugetiere war die PNA nur eingeschränkt sinnvoll. Deshalb wurde 1955 eine Arbeitsgruppe gegründet, die die Nomina Anatomica Veterinaria (NAV) erarbeitete. Sie erschien 1968 in erster Auflage, mittlerweile gilt die 6. Auflage aus dem Jahre 2017. Die veterinäranatomische Nomenklatur ist weitgehend mit der humananatomischen identisch, so dass eine gegenseitige Verständigung gesichert ist, selbst auf die Gefahr hin, dass bestimmte Namen eigentlich wenig sinnvoll sind. So ist beispielsweise der Musculus teres major (übersetzt: „großer runder Muskel“) zwar beim Menschen rundlich, bei den übrigen Säugetieren jedoch ein streifenförmiges Muskelband, er wird aber dennoch auch bei Tieren so benannt. Lediglich bei bestimmten Lage- und Richtungsbezeichnungen weichen NAV und PNA voneinander ab. Eine weitere Besonderheit der NAV ist, dass sie konsequent auf Eigennamen verzichtet.
Für Vögel ließ sich, aufgrund vieler baulicher Eigenheiten, die anatomische Nomenklatur ebenfalls nicht einfach übertragen. Daher wurde für diese Wirbeltierklasse eine eigene Nomenklatur geschaffen, die Nomina Anatomica Avium (NAA). Sie liegt seit 1993 in zweiter Auflage vor.

## Namenskonventionen
All diese Regelwerke legen übereinstimmend fest, dass anatomische Namen immer aus mindestens zwei Teilen bestehen, oft aus drei, manchmal sogar aus vier. Diese Teile sind nach einem einfachen System zusammengesetzt. Einteilige Namen gibt es lediglich für übergeordnete Regionen (Caput Kopf, Collum Hals, Thorax Brust usw.) und wichtige Organe (Cor Herz, Cerebrum Gehirn u. a.) und einige andere Strukturen (Clavicula Schlüsselbein, Platysma u. a.)
Der erste Namensteil nennt die „Baugruppe“ (zum Beispiel Knochen – Os) oder charakterisiert die „Bauform“ (zum Beispiel Rinne – Sulcus). Der zweite Namensteil beschreibt diese nun näher, indem die Form, Lage, Länge, Farbe oder die Zugehörigkeit zu einem Organ angegeben wird. Wenn diese beiden Namensteile immer noch nicht eindeutig sind, werden zusätzliche Namensteile angehängt, die weitere Orts-, Größen oder Zahlenangaben (der Vordere, der Größte, der Zweite, …) enthalten.
Bei einigen häufig verwendeten Strukturen wird der erste Namensteil abgekürzt: A. für Arterie (Arteria), Art. für Gelenk (Articulatio), For. für Loch (Foramen), Ln. für Lymphknoten (Lymphonodus), M. für Muskel (Musculus), N. für Nerv (Nervus), V. für Vene (Vena) und dergleichen mehr. Wenn mehrere Muskeln, Venen, Lymphknoten etc. gemeint sind, wird der letzte Buchstabe der Abkürzung verdoppelt: Mm. sind also „mehrere Muskeln“, Vv. bedeutet „mehrere Venen“, Lnn. „mehrere Lymphknoten“.
Ein kleiner Buchstabe kommt seltener in Bezeichnungen vor und steht als Abkürzung für den Genitiv des betreffenden Wortes, etwa m. für Musculi (des Muskels) zu M. für Musculus (der Muskel), zum Beispiel B. subtendinea m. teretis majoris, ausgeschrieben Bursa subtendinea musculi teretis majoris, zu deutsch Der Schleimbeutel unter der Sehne des M. teres major. 
Analog zum Nominativ kann auch hier der Plural durch Verdoppelung des letzten Buchstaben angezeigt werden, zusammengefasst am Beispiel nervus (der Nerv): N. für Nervus (der Nerv), n. für Nervi (des Nerven), Nn. für Nervi (die Nerven), nn. für Nervorum (der Nerven). 
| Lateinisch  | Kürzel | Deutsch                                                                                            |
| ----------- | ------ | -------------------------------------------------------------------------------------------------- |
| Angulus     |        | Winkel, Ecke                                                                                       |
| Apertura    |        | Öffnung                                                                                            |
| Arcus       |        | Bogen                                                                                              |
| Arteria     | A.     | Arterie (Ader, die vom Herzen weg führt)                                                           |
| Articulatio | Art.   | Gelenk                                                                                             |
| Bursa       | B.     | Schleimbeutel                                                                                      |
| Canalis     |        | Kanal                                                                                              |
| Caput       |        | Kopf (als Form, nicht als Schädel; zum Beispiel: Gelenkkopf)                                       |
| Cavitas     |        | Höhle                                                                                              |
| Collum      |        | Hals (z. B. bei Knochen)                                                                           |
| Cornu       |        | Horn, Fortsatz                                                                                     |
| Corpus      |        | Körper, Schaft (bei Knochen)                                                                       |
| Crista      |        | Kamm, Vorsprung, verstärkter Rand                                                                  |
| Ductus      |        | Gang, Röhre                                                                                        |
| Fascia      |        | Faszie (bindegewebige Hülle um Muskeln)                                                            |
| Fossa       |        | Grube, Vertiefung                                                                                  |
| Foramen     |        | Loch                                                                                               |
| Glandula    |        | Drüse                                                                                              |
| Gyrus       |        | Windung, v. a. Hirnwindung                                                                         |
| Hiatus      |        | Durchtrittstelle, Spalte, Öffnung                                                                  |
| Lamina      |        | Häutchen, Schicht                                                                                  |
| Ligamentum  | Lig.   | Band                                                                                               |
| Lobus       |        | Lappen (Großhirnlappen, Lungenlappen)                                                              |
| Margo       |        | Rand                                                                                               |
| Musculus    | M.     | Muskel (eigentlich: Mäuschen)                                                                      |
| Nervus      | N.     | Nerv                                                                                               |
| Nodus       | Nd.    | Knoten                                                                                             |
| Nucleus     | Ncl.   | Kern, Kerngebiet                                                                                   |
| Os          |        | Knochen                                                                                            |
| Pars        |        | Teil, eins von mehreren                                                                            |
| Plexus      |        | Geflecht                                                                                           |
| Processus   | Proc.  | Vorsprung, Fortsatz                                                                                |
| Radix       | Rad.   | Wurzel, Ursprung                                                                                   |
| Ramus       | R.     | Ast, Zweig                                                                                         |
| Recessus    |        | von re~: zurück~ und cedere: weichen                                                               |
| Septum      |        | Wand, Trennung                                                                                     |
| Sinus       |        | Ausbuchtung, Vertiefung, Höhle, Nasennebenhöhlen, Erweiterungen von Venen (Sinus cavernosus u. a.) |
| Sulcus      |        | Furche, Rinne                                                                                      |
| Tendo       |        | Sehne                                                                                              |
| Tuber       |        | Höcker, Wulst                                                                                      |
| Tuberculum  | Tub.   | Höckerchen                                                                                         |
| Tuberositas |        | unebene, höckerige, raue Stelle (häufig Ansatzstelle für Sehne eines Muskels)                      |
| Vas         |        | Gefäß, Ader                                                                                        |
| Vena        | V.     | Vene (Ader, die zum Herz hinführt)                                                                 |

| Lateinisch  | Kürzel | Deutsch                                                                      |
| ----------- | ------ | ---------------------------------------------------------------------------- |
| abdominalis |        | zum Bauch (Abdomen) gehörig                                                  |
| acromialis  |        | zur Schulterhöhe (Acromion) gehörend                                         |
| brachialis  |        | am Oberarm (Brachium)                                                        |
| costalis    |        | an den Rippen (Costa)                                                        |
| cranialis   |        | zum Schädel (Cranium) gehörend oder zeigend, oberhalb (schädelwärts) gelegen |
| cysticus    |        | zum Gallengangssystem gehörend                                               |
| dorsalis    |        | am Rücken (Dorsum), rückenwärts gelegen, gilt auch für Hand- und Fußrücken   |
| femoralis   |        | am Oberschenkel (Femur)                                                      |
| fibularis   |        | zum Wadenbein (Fibula) gehörend                                              |
| gastricus   |        | zum Magen (Gaster) gehörend                                                  |
| hepatis     |        | an oder in der Leber (Hepar, griechisch)                                     |
| iliacus     |        | am oder im Darmbein (Os ilium)                                               |
| lienalis    |        | zur Milz (Lien) gehörend                                                     |
| palmaris    |        | zur Handfläche (Palma manus) gehörend                                        |
| pectoralis  |        | an der Brust (Pectus)                                                        |
| peroneus    |        | am Wadenbein                                                                 |
| plantaris   |        | zur Fußsohle (Planta pedis) gehörig                                          |
| pulmonalis  |        | an oder in der Lunge (Pulmo)                                                 |
| radialis    |        | an der Speiche (Radius)                                                      |
| renalis     |        | an oder in der Niere (Ren)                                                   |
| thoracicus  |        | am oder im Brustkorb (Thorax)                                                |
| tibialis    |        | am Schienbein (Tibia)                                                        |
| transversus |        | quer verlaufend, hindurch strebend                                           |
| ulnaris     |        | an der Elle (Ulna)                                                           |
| vertebralis |        | zum Wirbel (Vertebra)                                                        |

| Lateinisch     | Kürzel  | Deutsch                                           |
| -------------- | ------- | ------------------------------------------------- |
| anterior       | ant.    | vorderer                                          |
| ascendens      |         | aufsteigend                                       |
| caudalis       |         | unten, schwanzwärts                               |
| cranialis      |         | oben, kopfwärts                                   |
| descendens     |         | absteigend                                        |
| dexter         | dext.   | rechts (vom Patienten aus, nicht vom Betrachter!) |
| dorsalis       | dors.   | hinten, am Rücken, rückenwärts                    |
| externus       | ext.    | außen, an der Oberfläche                          |
| inferior       | inf.    | unterer                                           |
| internus       | int.    | innen, im Körper                                  |
| lateralis      | lat.    | seitlich, außen                                   |
| longitudinalis |         | in Längsrichtung                                  |
| maximus        | max.    | der Größte                                        |
| medialis       | med.    | innen, zur Mitte hin                              |
| medius         |         | mittlerer, zwischen zwei anderen                  |
| minimus        | min.    | der Kleinste                                      |
| posterior      | post.   | hinterer                                          |
| profundus      | prof.   | tief                                              |
| sinister       | sin.    | links (vom Patienten aus, nicht vom Betrachter!)  |
| superior       | sup.    | oberer                                            |
| superficialis  | superf. | oberflächlich                                     |
| ventralis      | ventr.  | vorn, am Bauch, bauchwärts                        |

Hinweis: Die in der zweiten und dritten Tabelle genannten lateinischen Adjektive treten in unterschiedlichen Formen auf, abhängig vom grammatischen Geschlecht des Substantivs der Wortverbindung. Die Adjektive werden den Substantiven so angepasst, dass beide in KNG-Kongruenz zueinander stehen. Dabei kann sich die Endung ändern. Hier ist jeweils nur die männliche Form der Adjektive angeführt. Die weibliche Form des männlichen medius beispielsweise ist media, die sächliche medium.